# Tetrablemma medioculatum
Tetrablemma medioculatum és una espècie d'aranyes araneomorfes de la família dels tetrablèmmids (Tetrablemmidae). Fou descrita per Octavius Pickard-Cambridge el 1873. És endèmica de Sri Lanka. Hi ha dues subespècies endèmiques de l'Índia.
Segons el World Spider Catalog amb data de 15 de gener de 2019, hi ha les següents subespècies reconegudes:
- Tetrablemma medioculatum medioculatum - Sri Lanka
- Tetrablemma medioculatum cochinense Lehtinen, 1981 - Índia[4]
- Tetrablemma medioculatum gangeticum Lehtinen, 1981 - Índia[5]